# باول ستيوارت (عالم وظائف الأعضاء)
باول ستيوارت (بالإنجليزية: Paul Stewart)‏ هو عالم وظائف الأعضاء بريطاني، ولد في 6 يوليو 1959.

## وصلات خارجية
- الموقع الرسمي